# Де Нелинг, Саннеке
 Саннеке де Нелинг нидерл. Sanneke de Neeling; род.19 апреля 1996 года в Роттердаме) — нидерландская конькобежка; Двукратная золотая и серебряная призёр Зимних юношеских Олимпийских игр 2012 года. 

## Биография
Саннеке де Нелинг, начала кататься на коньках в четыре года, а в 6 лет начала брать уроки. Её мать Марианна занялась конькобежным спортом только после того, как дочка занялась этим видом спорта и участвовала в соревнованиях по конькобежному спорту на зимних всемирных играх мастеров 2020 года в Инсбруке. Саннеке также участвовала в соревнованиях на роликовых коньках на национальном уровне. С 13 лет участвует в соревнованиях по  конькобежному спорту. В настоящее время выступает за команду "Gewest Fryslan" под руководством Хенка Хоспеса.
Саннеке несла голландский флаг во время церемонии закрытия зимних юношеских Олимпийских игр 2012 года в Инсбруке, где выиграла золотые медали на дистанции 3000 м и в масс-старте и серебряную на 1500 м. В 2014 году она дебютировала на юниорском чемпионате мира среди юниоров в Бьюгне и сразу заняла 3-е место в беге на 1000 м. В 2015 году участвовала в чемпионате мира среди юниоров в Варшаве, где выиграла три индивидуальные серебряные медали и одну золотую в командной гонке, заняв второе место в многоборье.
В составе голландской команды выиграла командный спринт на Кубке мира в Херенвене, в декабре 2015 года. Саннеке присоединилась к коммерческой команде "Lotto-Jumbo" под руководством тренера Джейка Ори в 2015 году. Там она не добилась желаемых результатов и в 2016 году переехала в провинцию Фрисландия для продолжения учёбы. В январе 2016 года она удивила всех, став самой молодой чемпионкой Нидерландов в спринте. 
В феврале 2016 на чемпионате мира в спринтерском многоборье в Сеуле заняла 20-е место в общем зачёте. Первых успехов на взрослом международном уровне Саннеке де Нелинг достигла в ноябре, когда завоевала свою первую индивидуальную бронзовую медаль в беге на 1000 метров на этапе Кубка мира в Нагано, где финишировала со временем 1:14,89 сек, а также выиграла золото в командном спринте.
Уже в январе 2017 года она участвовала в чемпионат Европы в спринтерском многоборье в Херенвене заняла 4-е место на дистанции 500 м и 5-е на 1000 м, тем самым обеспечила себе 7-е место в многоборье. Следом на чемпионате мира в спринтерском многоборье в Калгари поднялась на 15-е место. В октябре Саннеке выиграла бронзовую медаль на дистанции 500 м на Национальном чемпионате Нидерландов, а в декабре, заняв 4-е место в беге на 500 м не смогла квалифицироваться на олимпиаду 2018 года.
В начале 2018 года в России на чемпионате Европы на отдельных дистанциях в Коломне вместе с подругами выиграла серебряную медаль в командном спринте. Через 10 дней заняла 3-е место в спринтерском многоборье на чемпионате Нидерландов. Через год вновь в Нидерландах была третьей, а на чемпионате мира в Херенвене заняла высокое 6-е место в общей классификации. 
В сезоне 2019/20 она в составе голландской команды выиграла Кубок мира в общем зачёте в командном спринте. В марте 2020 года Саннеке выиграла дистанцию 1000 м с рекордным временем 1:20,11 сек. на чемпионате мира среди университетов (FISU) в Амстердаме. Следующие два сезона Саннеке участвовала только на этапах Кубка мира и чемпионате Нидерландов, но высоких результатов не показала.

## Личная жизнь
Саннеке де Нелинг изучала науку о жизни и технологии в Университете Гронингена, изучает биомедицинскую инженерию. У неё есть брат, который живёт в Роттердаме. Любит готовить ризотто, пасту и бефстроганов.

## Награды
- 2012 год - названа Талантом года 2012 года на церемонии вручения спортивных наград Роттердам-Рейнмонд